# Хантец
Хантец е специфичен групов говор, характерен в миналото за жителите на ниските слоеве на чешкия град Бърно.
Уникалният говор се е развил в края на 19 и началото на 20 век със смесването на моравския диалект на чешкия език, говорен в Моравия и Бърно с езици на други езикови общности, живели по това време в града – германци, цигани, евреи.
Оригиналният хантец в днешно време се говори само от малък брой възрастни хора, но някои думи и изрази са останали характерни за говора на жителите на Бърно.

## Примери
| Хантец (произнасяне) | Чешки   | произход                                                               | Български |
| -------------------- | ------- | ---------------------------------------------------------------------- | --------- |
| zóncna (зонцна)      | slunce  | от немското Sonne                                                      | слънце    |
| šalina (шалина)      | tramvaj | от немското „elektrische Linie“(електрише лине) – „електрическа линия“ | трамвай   |
| augle (аугле)        | oči     | от немското Augen                                                      | очи       |
| šlofnót (шлофнот)    | spát    | от немското schlafen                                                   | спя       |
| love (лове)          | peníze  | от цигански love                                                       | пари      |
| habrůvka (хабрувка)  | noha    | ?                                                                      | крак      |